# یوهان کریستیان باخ
یوهان کریستیان باخ (به آلمانی: Johann Christian Bach) ‏ (۵ سپتامبر ۱۷۳۵ – ۱ ژانویهٔ ۱۷۸۲) آهنگساز آلمانی دورهٔ کلاسیک و یازدهمین و آخرین پسر یوهان سباستیان باخ بود. به این دلیل که وی بیشتر عمر خود را در لندن سپری کرده‌است او را «باخِ لندن» یا «باخِ انگلیسی» نیز می‌نامند. وی تأثیر بسزایی بر شکل‌گیری موسیقی دورهٔ کلاسیک داشته‌است.